# Кастельяр-и-де-Борха, Хуан
Хуан Кастельяр-и-де Борха (исп. Juan Castellar y de Borja; 1441, Валенсия — 1 января 1505, Валенсия) — испанский католический епископ и кардинал.

## Биография
Родился в 1441 году в Валенсии. Сын Галсерана де Кастельяра, сеньора де Пикасент, и его жены, Бернардоны де Борха. Внучатый племянник Родриго де Борха-и-Ескрива, епископа Барселоны, и двоюродный брат кардинала Хуана де Борха-и-Льянсоль де Романи.
Учился в университете Валенсии. В начале своей церковной карьеры он стал каноником в Севильском кафедральном соборе. Позднее ое также был каноником кафедрального собора Неаполя, кафедрального собора Толедо, кафедрального собора Бургоса. После переезда в Рим получил должность апостольского протонотария.
23 августа 1493 года Хуан Кастельяр-и-де Борха был избран архиепископом Трани. Впоследствии папа римский Александр VI назначил его губернатором Перуджи. 17 февраля 1502 года он был одним из шести кардиналов и шести прелатов, которые сопровождали папу во время его поездки в Пьомбино.
Папа Александр VI на консистории 31 мая 1503 года назначил Хуана Кастельяра-и-де Борха кардиналом-священником. Он получил титулярную церковь Санта-Мария-ин-Трастевере 12 июня 1503 года.
9 августа 1503 года Хуан Кастельяр-и-де-Борха был переведен на должность архиепископа Монреале. Он занимал этот пост до самой смерти.
Он принимал участие в папском конклаве в сентябре 1503 года, где папой был избран Пий III, и на папском конклаве в октябре 1503 года, где новым папой римским стал Юлий II.
7 июля 1504 года Хуан Кастеляр-и-де Борха покинул Рим и отправился ко двору короля Испании Фердинанда II Католика. Он заболел в Валенсии, и через несколько месяцев скончался 1 января 1505 года от почечной болезни. Он был похоронен в августинском монастыре в Валенсии.